# تیسلیوس (دهانه)
تیسلیوس یک دهانه برخوردی در ماه‌ است.

## دهانه‌های اقماری
این دهانه ۲ دهانه اقماری دارد.
| Tiselius | عرض جغرافیایی | طول جغرافیایی | قطر          |
| -------- | ------------- | ------------- | ------------ |
| E        | ۷.۳° N        | ۱۷۷.۷° E      | ۱۷.۰ کیلومتر |
| L        | ۴.۶° N        | ۱۷۷.۴° E      | ۱۲.۰ کیلومتر |